# Shingletown
Shingletown is een plaats (census-designated place) in de Amerikaanse staat Californië, en valt bestuurlijk gezien onder Shasta County.

## Demografie
Bij de volkstelling in 2000 werd het aantal inwoners vastgesteld op 2222.

## Geografie
Volgens het United States Census Bureau beslaat de plaats een oppervlakte van
64,1 km², waarvan 63,9 km² land en 0,2 km² water. Shingletown ligt op ongeveer 1064 m boven zeeniveau.

## Plaatsen in de nabije omgeving
De onderstaande figuur toont nabijgelegen plaatsen in een straal van 40 km rond Shingletown.